# Грабинский, Владимир Александрович
Владимир Александрович Грабинский (род. 15 января 1974, Львов) — украинский шахматист; заслуженный тренер Украины, международный мастер (2003).
Окончил Львовский государственный институт физической культуры. Тренировал юношеские сборные Украины, ОАЭ, Турции.
Среди воспитанников Владимира Грабинского — тринадцать гроссмейстеров. Наиболее известные: Андрей Волокитин, Юрий Криворучко, Михаил Олексиенко, Юрий и Андрей Вовк, Ярослав Жеребух, Мартын Кравцив, Катерина Мацейко, Мирослава Грабинская (Якивчик), Вита Чуливская. Его ученица Наталья Букса выиграла чемпионат мира среди девушек до 20 лет.
| Графики недоступны из-за технических проблем. См. информацию на Фабрикаторе и на mediawiki.org. |

## Книги
- Andrei Volokitin, Владимир Грабинский, Perfect Your Chess (Gambit, 2007) ISBN 1-904600-82-4
- Andrei Volokitin, Владимир Грабинский, Allenamento intensivo di livello superiore (Prisma Editori, 2008) ISBN 978-88-7264-112-5  Архивная копия от 15 июля 2011 на Wayback Machine
- «Искусство шахмат. Самоучитель для вундеркиндов» — Андрей Волокитин, Владимир Грабинский — Издательство: Рипол Классик, 2008 г.
- Владимир Грабинский, Andriej Wołokitin, Laboratorium Arcymistrza (Penelopa, 2007) ISBN 83-86407-71-9